# 새뮤얼 리처드슨

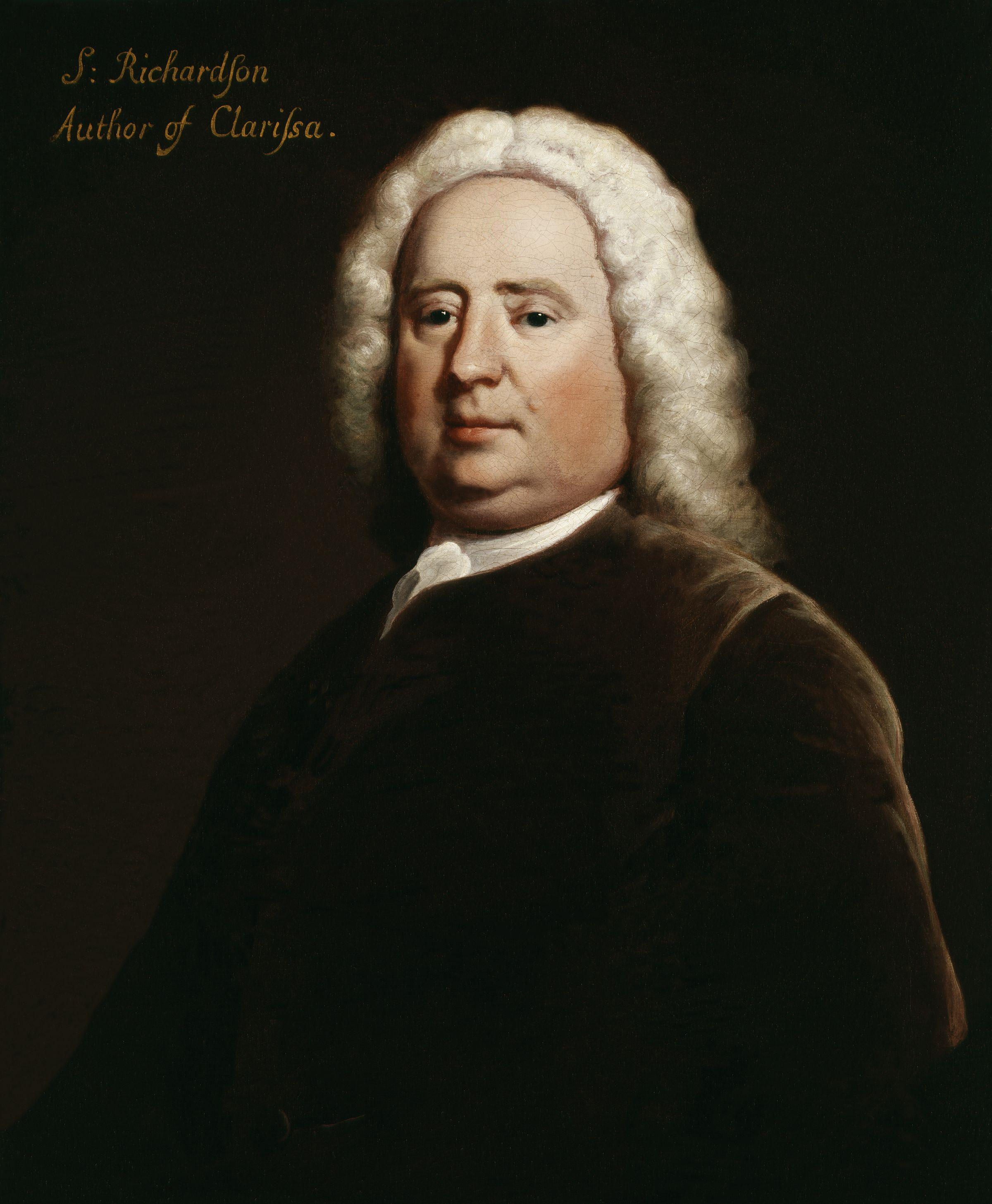

새뮤얼 리처드슨(Samuel Richardson, 1689년 8월 19일 ~ 1761년 7월 4일)은 잉글랜드의 작가, 소설가, 화가이다.
청년시절에 런던으로 나와서 인쇄 출판업자의 조수가 되어 그 길로 성공, 출판업자 조합장의 직도 맡게 되었다. 권유에 의한 <모범 서간집>의 집필 중 우연한 계기에 쓴 최초의 소설 <파멜라>는 그의 나이 50이 된 때의 작품이었다. 식모 아이가 주인의 유혹을 물리치고 드디어 대가의 마나님이 된다는 이 이야기는 출판과 동시에 큰 호평을 받아 이듬해에 속편 <클라리사 할로>(1747-48)를 썼다. <클라리사 할로>는 단어의 수가 100만이나 되어 영국소설 중에 가장 장대한 작품이며 부모가 강요하는 결혼을 반대하여 집을 뛰쳐나온 후에 방탕한 청년의 손에 떨어져 끝내 오욕(汚辱)에 죽은 박명(薄命)한 미녀의 생애를 주고받는 서간형식으로 엮은 것이다.
이어서 <그랜디슨>(1753-54)에서는 작자가 상상한 이상적인 남성상을 묘사하였다. 이들 소설이 성공을 거두게 되면서 리처드슨은 존슨 박사를 비롯하여 문단의 명사들에게 지우를 받게 되었다.
그의 소설은 도덕적·종교적인 의도를 각별히 강조하면서도 그 주제·구성·서술, 특히 심리묘사의 면에서 현저하게 근대소설의 특색을 보여주고 있으며 소설이라는 문학형식을 형성하는 데에 큰 영향을 끼쳐 영국소설은 리처드슨에서 시작된다는 견해가 지배적이다.
1761년 7월 4일 71세의 나이로 사망하였으며 그의 첫 번째 아내 Martha 가까이에 위치한 플리트 스트리트의 세인트 브라이드 교회에 묻혔다.:187

## 참고 문헌
- Dobson, Austin (2003). 《Samuel Richardson》. Honolulu: University Press of the Pacific.